# Arthur Rimbaud
Jean Nicolas Arthur Rimbaud (Charleville, 20 oktober 1854 – Marseille, 10 november 1891) was een Frans dichter. Hij was een vertegenwoordiger van het symbolisme en decadentisme en een van de grote vernieuwers van de dichtkunst.

## Leven

### Kinder- en jeugdjaren
Arthur Rimbaud wordt geboren op 20 oktober 1854 in Charleville in een gezin met vijf kinderen (van wie een dochter kort na de geboorte sterft). Zijn vader, Frédéric Rimbaud, is kapitein bij het Franse leger en vaak uithuizig. Zijn moeder, Vitalie Cuyf, een boerendochter, voedt de kinderen met ijzeren hand op. Frédéric Rimbaud verlaat haar in 1860. Rimbaud zou zijn strenge moeder later la bouche d'ombre (de schaduwmond) gaan noemen, naar een gedicht van Victor Hugo.

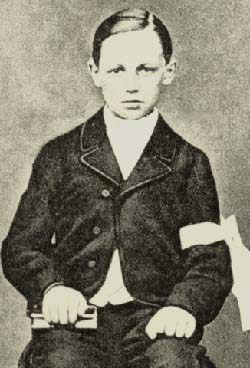
Rimbaud tijdens zijn Eerste Heilige Communie

Rimbaud blijkt al snel een verbazend intelligent kind te zijn: hij slaat enkele jaren over op school en wint verschillende prijzen. Arthur is in die periode een welaangepaste jongen, niets doet reeds vermoeden dat hij als tiener de gevestigde orde op zijn grondvesten zal doen schudden.
Terwijl Rimbaud aan het Collège de Charleville studeert, verschijnt zijn eerste gedicht Les Etrennes des orphelins in het tijdschrift Revue pour tous. Twee weken na publicatie van dit gedicht verschijnt een nieuwe leraar in het college: de 22-jarige Georges Izambard. Izambard stimuleert de vijftienjarige Rimbaud om zich op poëzie toe te leggen. De leraar wordt voor Rimbaud een surrogaatvader. In die periode schrijft hij Ophélie, tot op vandaag nog steeds beschouwd als een van de beste gedichten van de dichter.
In 1870 verklaart Napoleon III de oorlog aan de Pruisen. Rimbaud vlucht weg uit Charleville en neemt de trein naar Parijs. Daar wordt hij bij aankomst onmiddellijk gearresteerd omdat hij zonder ticket reist en opgesloten in de gevangenis. Dankzij Izambard komt Rimbaud vrij en hij reist naar Dowaai, waar hij een tijdje bij 'tantes' van Izambard inwoont, vooraleer hij in september terugkeert naar zijn moeder in Charleville. Het is de eerste in een reeks vluchten uit zijn geboortestad, waarover hij schrijft:
"Monsieur, vous êtes heureux, vous de ne plus habiter Charleville! - Ma ville natale est supérieurement idiote entre les petites villes de province" (brief van 25 augustus 1870 aan George Izambard)
"Mijnheer, U hebt geluk dat u niet meer in Charleville woont! - Mijn geboortestad is veruit het stomste van alle provinciesteden." (Nederlandse vertaling: Paul Claes)
Op 24 september 1871 vertrekt Rimbaud op 16-jarige leeftijd opnieuw naar Parijs, op uitnodiging van de door hem bewonderde dichter en communard Paul Verlaine, die hij enkele gedichten toegestuurd heeft en die in hem een groot talent herkent.

### Rimbaud en Verlaine

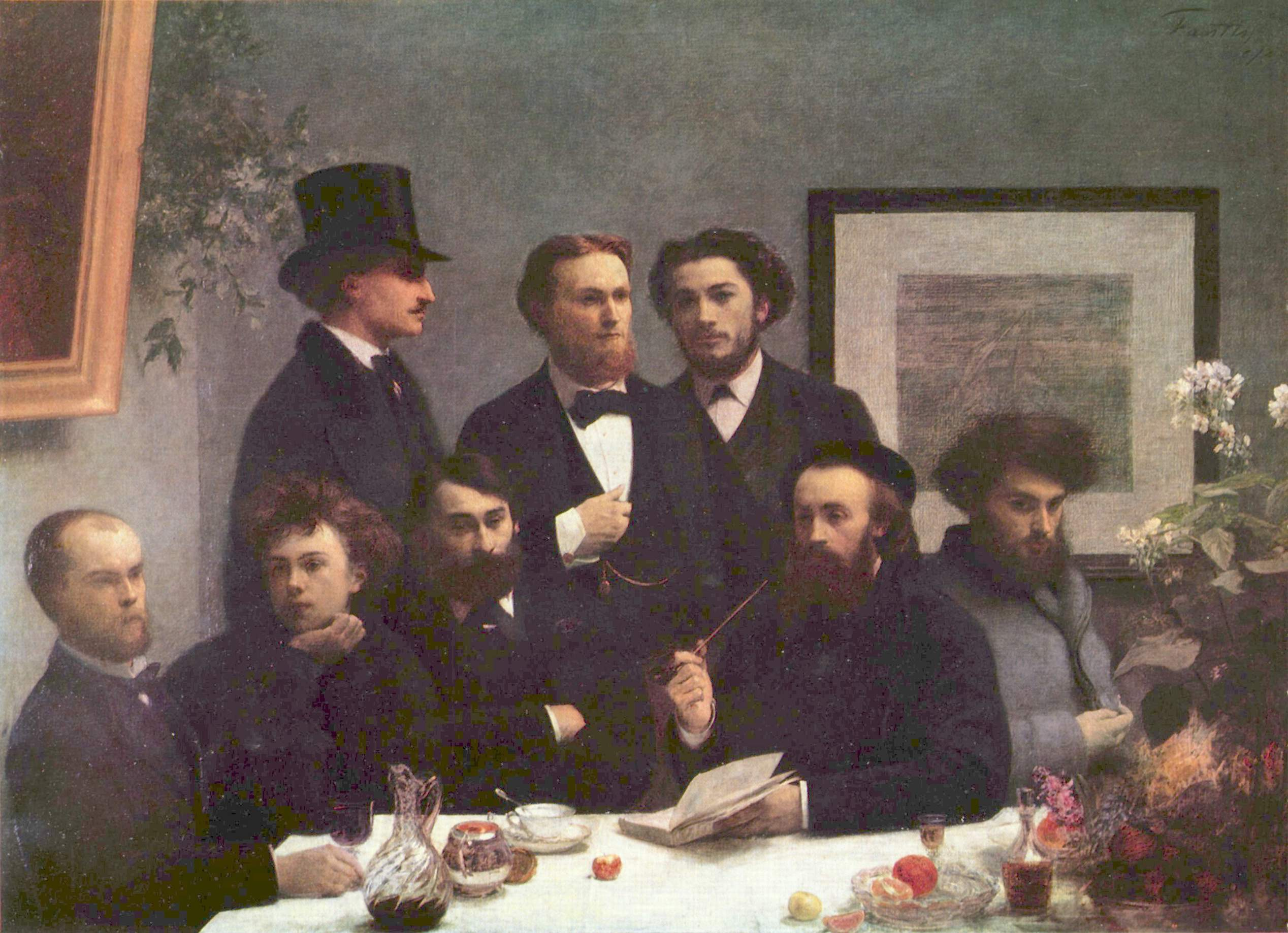
Un coin de table van Henri Fantin-Latour; geheel links is Verlaine afgebeeld, naast hem Rimbaud

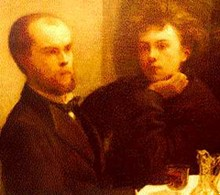
Detail met Rimbaud en Verlaine

In Parijs gaat Rimbaud inwonen bij Paul Verlaine en zijn jonge echtgenote Mathilde Mauté. In het gezin ontstaan al snel spanningen omdat Verlaine erg veel tijd met de jonge dichter doorbrengt. In werkelijkheid ontwikkelt zich een homoseksuele relatie tussen Verlaine en Rimbaud.
Verlaine introduceert Rimbaud bij de symbolisten van Parijs, voor wie hij zijn Le bateau ivre voordraagt. Uit deze periode stamt het schilderij van Henri Fantin-Latour "Un coin de table" (rechts afgebeeld) dat nu in het Parijse Musée d'Orsay te bewonderen is en waarop de groep dichters is afgebeeld, onder wie ook Verlaine en Rimbaud (zie detail). Al snel wordt Rimbaud door de groep dichters echter uitgestoten, als ze genoeg krijgen van zijn minachting, arrogantie en gewelduitbarstingen.
Vanwege de problemen die Rimbaud veroorzaakt en onder druk van zijn vrouw en haar familie brengt Verlaine Rimbaud onder in een kleine kamer in Parijs. Hoewel ze niet meer in hetzelfde huis wonen, trekken Verlaine en Rimbaud continu met elkaar op, tot groot ongenoegen van Verlaines zwangere echtgenote: de verhouding tussen de dichters wordt algemeen bekend. Samen gaan ze zich te buiten aan grote hoeveelheden absint en leven als minnaars en vagebonden.
In februari 1872 keert Rimbaud ontgoocheld terug naar Charleville en zijn moeder. Hij blijft echter met Verlaine optrekken, die tijdelijk zijn vrouw verlaat en samen met Rimbaud gaat leven en rondtrekken. In die periode schrijft Arthur Rimbaud op zijn minst een groot gedeelte van Illuminations en Une saison en enfer.
Op 7 juli 1872 vluchten Rimbaud en Verlaine uit Parijs via Arras, Charleville, Mechelen, Oostende, Dover naar Londen, waar ze onder andere aan de kost komen door Frans te onderwijzen. Na een van hun vele ruzies besluit Verlaine terug te keren naar zijn vrouw, waarop Rimbaud hem bestookt met pathetische brieven, waarin hij smeekt om zijn terugkeer:
"Reviens, reviens, cher ami, seul ami, reviens. Je te jure que je serai bon. Si j'étais maussade avec toi, c'est une plaisanterie où je me suis entêté, je m'en repens plus qu'on ne peut dire." (brief aan Verlaine 4 juli 1873)
"Kom terug, kom terug, beste vriend, enige vriend, kom terug. Ik zweer dat ik lief zal zijn. Die onhebbelijkheid van mij tegenover jou was alleen een uit de hand gelopen grap, het spijt me meer dan ik zeggen kan." (Nederlandse vertaling: Paul Claes)

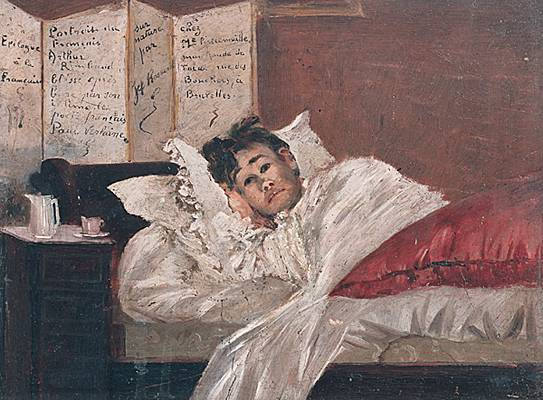
Arthur Rimbaud blessé à Bruxelles, Jef Rosman, collectie Musée Arthur Rimbaud, Charleville-Mézières

Verlaine keert niet terug maar vertrekt via Oostende naar Brussel, en stuurt Rimbaud een telegram waarin hij hem vraagt zich bij hem te voegen:
"Volontaire Espagne viens ici Hôtel Liégeois blanchisse manuscrits si possible" (Telegram van Verlaine aan Rimbaud, 7 juli 1873)
"Vrijwilliger Spanje kom hierheen Hôtel Liégeois wasvrouw manuscripten indien mogelijk." (Nederlandse vertaling: Paul Claes)
Als Rimbaud in Brussel is aangekomen verblijven de twee in een klein hotel, waar ze begin juli 1873 ruzie krijgen omdat Rimbaud terug wil naar Parijs. Tijdens die ruzie schiet Verlaine twee kogels af op Rimbaud en raakt hem aan de pols. Van zijn herstel is een schilderij gemaakt: Arthur Rimbaud blessé à Bruxelles door Jef Rosman, dat zich thans in de collectie van het Musée Arthur Rimbaud in Charleville-Mézières bevindt.
Na het schietincident verzoent Rimbaud zich vrijwel direct met Verlaine en hoewel hij nog moeite doet bij de Belgische autoriteiten wordt Verlaine tot 2 jaar cel veroordeeld. Rimbaud keert terug naar huis en schrijft Une saison en enfer, dat hij in eigen beheer uitbrengt.
Begin 1876 zoekt de juist vrijgekomen Verlaine Rimbaud op in Stuttgart, waar de laatste Duits aan het leren is. Verlaine is in de gevangenis tot God gekomen en wil zijn jonge vriend bekeren, in plaats daarvan verleidt Rimbaud hem en overhandigt hem het manuscript van Illuminations. Rimbaud troggelt Verlaine nog wat geld af, maar de relatie is ten einde.
Het einde van de relatie met Verlaine en de publicatie van Une saison en enfer betekenen voor Rimbaud het afscheid van de literatuur.

### De rondzwervingen

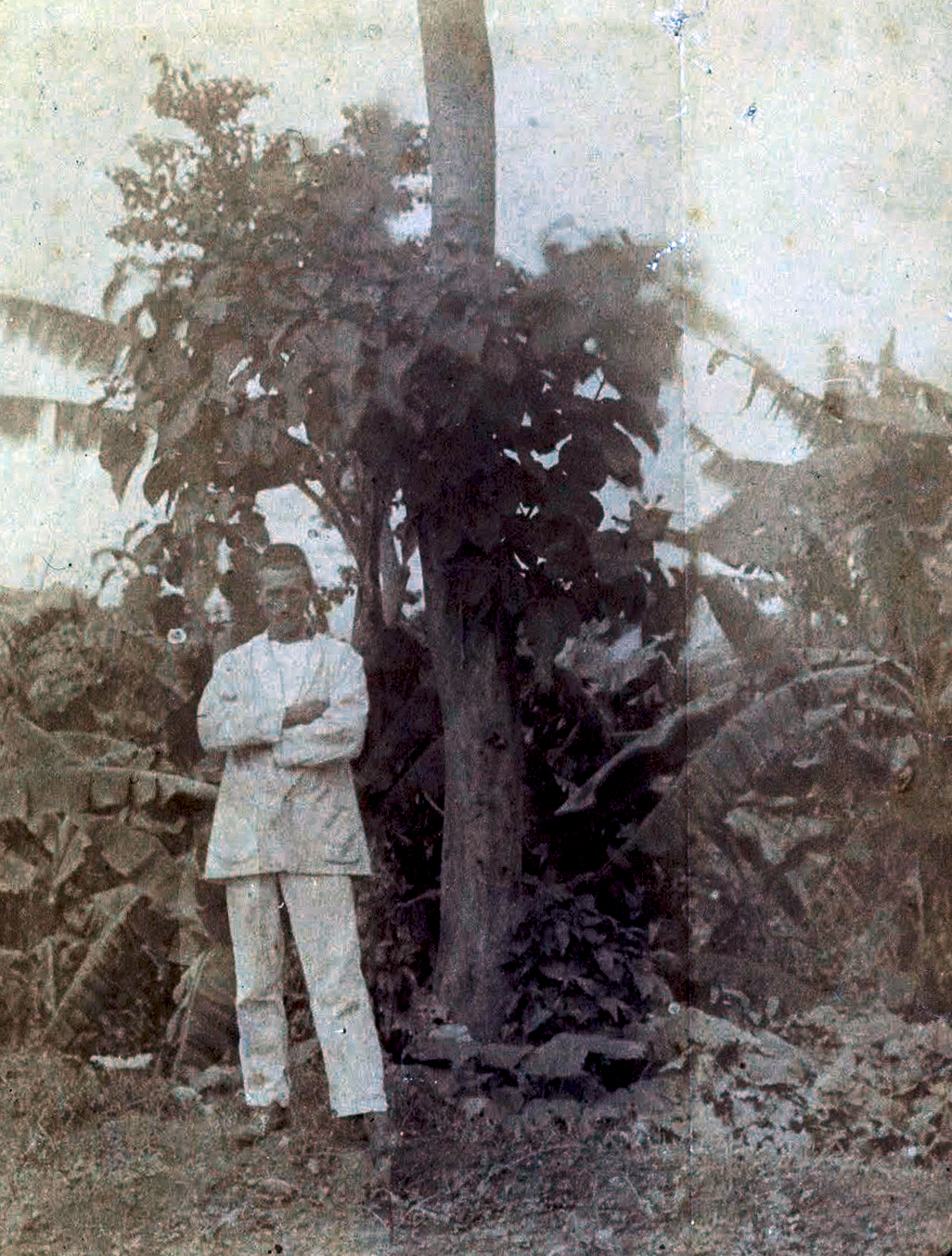
Rimbaud in Harar, foto bijgevoegd in een brief aan zijn familie van 6 mei 1883

Rimbaud zwerft een tijdlang door Europa en de rest van de wereld, zonder nog één gedicht te schrijven: Stuttgart, Milaan, Wenen, Cyprus, Java.
Aan boord van het schip "De Prins van Oranje" arriveert Rimbaud als fuselier van het Koninklijk Nederlandsch-Indisch Leger (KNIL) op Java, nadat hij zich in 1876 in Harderwijk had ingescheept. Na aankomst (op 23 juli) in Batavia, het huidige Jakarta, deserteert hij al op 15 augustus en verlaat de Nederlandse kolonie op 30 augustus 1876.
Rimbaud trekt verder, eerst terug naar Europa maar dan naar Egypte en Cyprus. Mogelijk wegens de betrokkenheid bij de dood van een arbeider moet Rimbaud Cyprus halsoverkop verlaten en belandt in Aden, waar hij in dienst treedt bij de firma Bardey. Hij heeft het er echter niet naar zijn zin en vestigt zich uiteindelijk als handelsreiziger (o.a. ivoor en dierenhuiden) en wapenhandelaar in Harar (Abessinië).
Het huis dat hij in Aden bewoonde is nu het cultureel centrum Maison Arthur Rimbaud.
Het leven als handelaar is niet gemakkelijk. Het is hard werken en het levert maar betrekkelijk weinig op. Ook verveelt hij zich. Hij weerstaat echter de wens van zijn familie om naar Frankrijk terug te keren, omdat hij er niemand meer kent en geen middelen van bestaan heeft. Wel geeft hij in enkele brieven naar huis te kennen, ooit te willen trouwen en een zoon te krijgen.
In mei 1891 keert Rimbaud echter terug naar Frankrijk wegens een ernstig opgezwollen rechterknie, volgens hem zelf veroorzaakt door een combinatie van synovitis en artritis. Op 20 mei 1891 wordt hij opgenomen in een ziekenhuis in Marseille. Later komt men tot de conclusie dat Rimbaud een tumor ontwikkeld heeft. Zijn been wordt geamputeerd, in een poging zijn leven te redden, maar Rimbaud herstelt niet meer. Uiteindelijk sterft hij in de ochtend van 10 november 1891.
Zijn zus Isabelle, ontzet door de publicaties in kranten die hem afschilderen als homoseksuele terrorist, zal zich na zijn dood inzetten om ongeautoriseerde publicaties van haar broers werk te voorkomen en zijn slechte imago op te poetsen. Volgens haar zou hij zich op zijn ziekbed tegen zijn 'jeugdzonden' gekeerd hebben.

## De dichter
In mei 1871 stuurt Rimbaud brieven naar Izambard en naar Demeny. Deze brieven bevatten de visie van Rimbaud op de poëzie en op de dichter zelf. De brief aan Demeny (15 mei 1871) wordt bekend onder de naam Lettre du Voyant (Brief van de ziener). Rimbaud heeft het over de dichter als ziener. "Je est un autre" (ik is een ander) zo stelt hij. Om ziener te kunnen worden moet een 'beredeneerde ontregeling van alle zintuigen' plaatsvinden. De dichter moet de eigen zintuigen rationeel ontregelen om zo een nieuwe werkelijkheid te scheppen, met nieuwe beelden, een nieuwe universele taal. Rimbaud hanteert zijn beginselverklaring principieel en stapt af van alle conventionele paden als het gaat om zijn levensstijl en zijn poëzie: hij wordt een van de grootste vernieuwers van de poëzie.
"Le poète se fait voyant par un long, immense et raisonné dérèglement de tous les sens" (Lettre du Voyant, 15 mei 1871)

## Werk

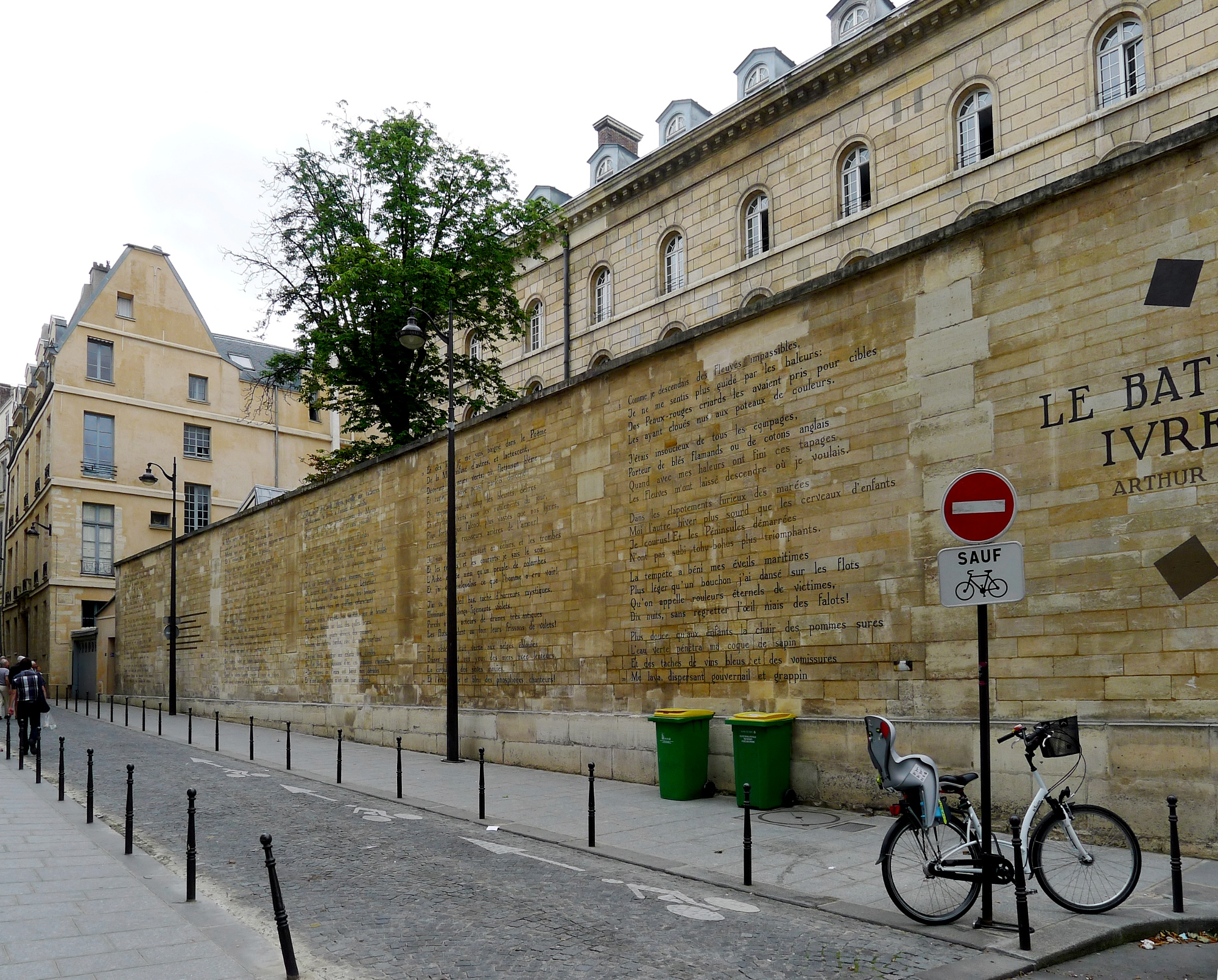
Le bateau ivre als muurgedicht in Parijs

Une saison en enfer en Illuminations zijn de belangrijkste werken die Rimbaud achterliet.
Une saison en enfer is het enige werk dat Rimbaud tijdens zijn leven heeft gepubliceerd. Het bestaat deels uit poëzie en deels uit proza. Waar het werk precies over gaat is niet zo eenduidig. Aan de ene kant is er duidelijk de stormachtige relatie tussen Verlaine en Rimbaud in te lezen. Aan de andere kant is het ook perfect mogelijk om de twee hoofdfiguren (de dwaze maagd en de helse bruidegom) te zien als metafoor voor de tweestrijd van de dichter die getroubleerd is door twijfels: kiest hij voor het pad van de ziener of staakt hij zijn pogingen en keert hij terug in de normale wereld?
Illuminations wordt in 1886 gepubliceerd door Paul Verlaine. Illuminations bevat vooral prozagedichten (zoals Le spleen de Paris van Rimbauds voorbeeld Charles Baudelaire) en vrije verzen. Het is een weinig toegankelijk werk waarin Rimbaud volop experimenteert met stijlfiguren, taal en inhoud, droom en werkelijkheid, klank en intonatie... Illuminations wordt door Benjamin Britten van muziek voorzien in Les illuminations opus 18.
Zijn werk heeft ook een enorme invloed uitgeoefend op de popcultuur. Jim Morrison, Patti Smith en Bob Dylan werden diep geïnspireerd door zijn gedichten, en ook schrijvers als Jack Kerouac en William S. Burroughs gaven toe dat Rimbaud aantrekkingskracht op hen uitoefende.
Rimbauds poëzie en lotgevallen hebben echter ontegenzeggelijk het surrealisme het meest beïnvloed.

## Boeken over Rimbaud

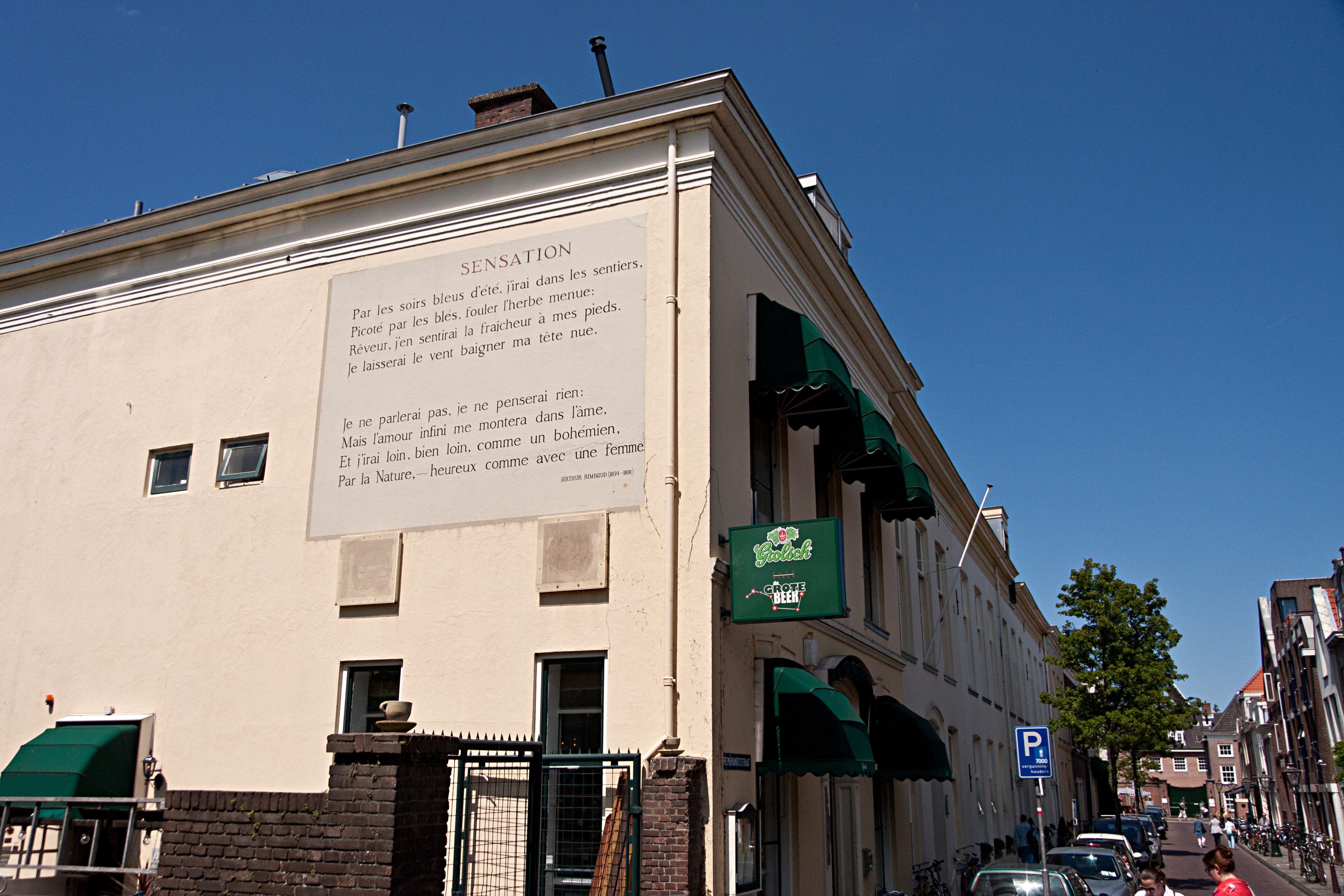
Het gedicht Sensation (1870) als muurgedicht in Leiden

- Robb, Graham: "Rimbaud - De biografie" Uitg. Bert Bakker, Amsterdam, 2003, ISBN 90-351-2342-5
- Luijters, Guus: "De rotstreken van Arthur Rimbaud" Uitg. L.J. Veen, 2004, ISBN 90-204-0764-3
- Besson, Philippe: "Breekbare dagen" Uitg. Anthos, 2005, ISBN 90-263-1899-5
- Büch, Boudewijn: "Zingende botten" Uitg. De Arbeiderspers, 2003, ISBN 90-74336-83-3
- Portocarero, Herman: "Door de naamloze vlakte" Uitg. Manteau, 1985
- Izambard, Georges: "Rimbaud tel que je l'ai connu" Uitg. Mercure de France
- Delahaye, Ernest: "Rimbaud-L'artiste et l'être moral" Uitg. Albert Messein, 1923
- Lefrere, Jean-Jacques: "Arthur Rimbaud", Uitg. Fayard, 2001
- Lefrere, Jean-Jacques: "Arthur au Harar", Uitg. Fayard, 2002
- Lefrere, Jean-Jacques: "Rimbaud le disparu", Uitg. Fayard, 2004
- Claes, Paul: "La Clef des Illuminations", Uitg. Rodopi, 2008
- Ullman, James Ramsey: "The day on fire", Uitg. World Publishing Company, 1958
- Rutgers, Joanan: "De fictieve brieven van Arthur Rimbaud", Uitg. Umbra, 1998

## Vertalingen in het Nederlands

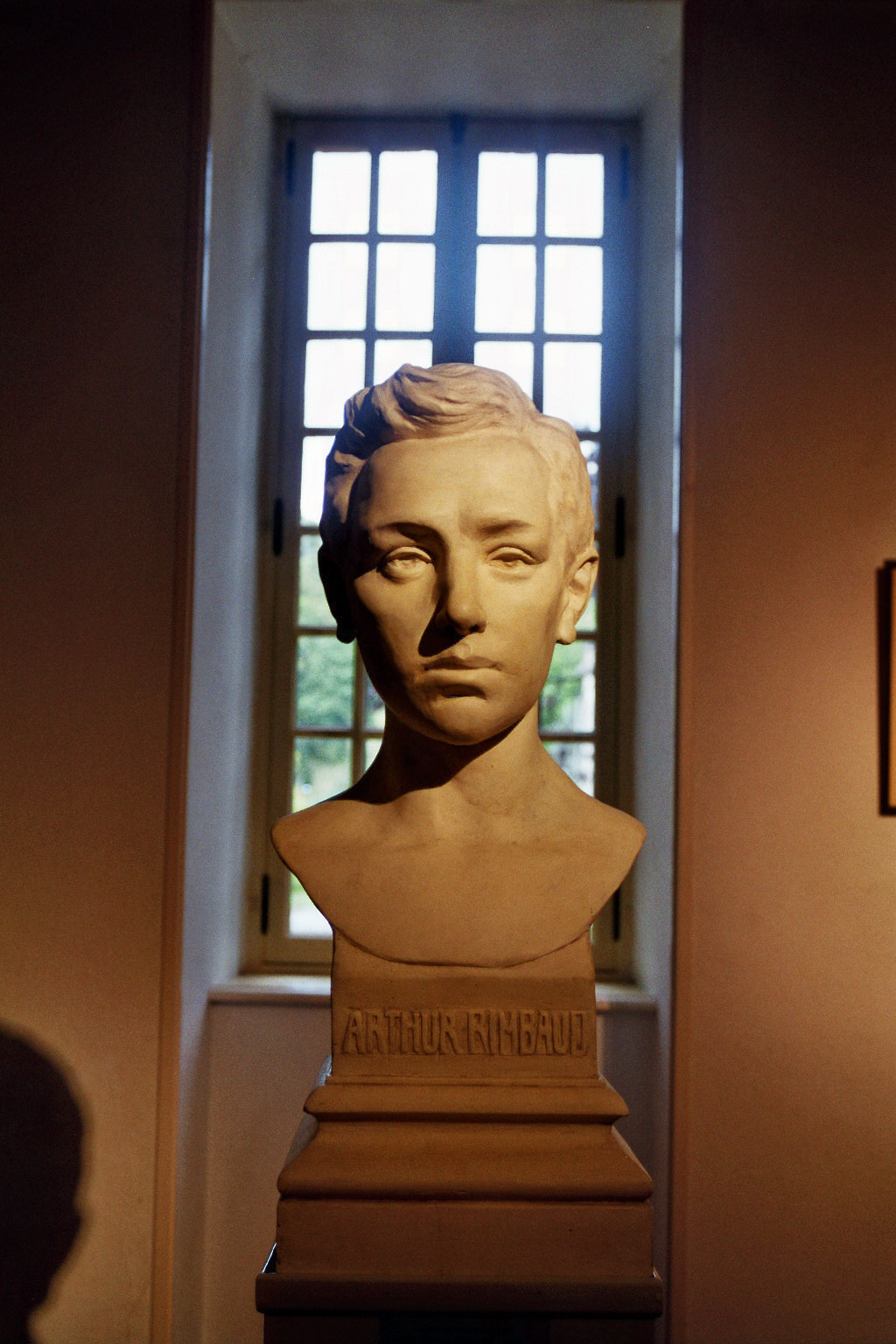
Beeld van Rimbaud in het Musée Arthur Rimbaud

Uitgeverij Athenaeum-Polak & Van Gennep heeft een serie Rimbaudvertalingen op de markt gebracht. Het zijn tweetalige uitgaven in vertaling van Paul Claes. Iedere uitgave bevat ook biografische informatie en tekstverklaringen. Een selectie van deze vertalingen is online beschikbaar.
- "Gedichten", Athenaeum-Polak & Van Gennep, ISBN 90-253-4673-1
- "Illuminations", Athenaeum-Polak & Van Gennep, 1999, ISBN 90-253-4674-X
- "Een seizoen in de hel", Athenaeum-Polak & Van Gennep, ISBN 90-253-4678-2
- "Brieven", Athenaeum-Polak & Van Gennep, ISBN 90-253-4682-0

De Rimbaudvertaling van Hans van Pinxteren is in september 2006 uitgegeven:
- "Ik is een ander, zienersbrieven, een seizoen in de hel en Illuminations", L.J. Veen, 2006, ISBN 90-204-0571-3

De Afrikaanse brieven van Rimbaud zijn vertaald door Per Justesen en uitgegeven door de Arbeiderspers in de serie Privédomein:
- "Afrikaanse brieven", Arbeiderspers, 2001, ISBN 90-295-3560-1
- "Verbeelde gedichten", Atlas, 2006, ISBN 90-450-1317-7

Zie ook: Vijf gedichten van Rimbaud

## Films over Rimbaud
- Una stagione all'inferno (A Season in Hell / Une  Saison en Enfer) (1971), geregisseerd door Nelo Risi met in de hoofdrollen Terence Stamp en Jean-Claude Brialy is een Frans-Italiaanse film over het leven van Rimbaud en zijn relatie met Verlaine..
- Total Eclipse (1995), geregisseerd door Agnieszka Holland, over de relatie van Rimbaud met Verlaine. Met Leonardo DiCaprio als Rimbaud en David Thewlis als Verlaine. Gebaseerd op het toneelstuk van Christopher Hampton.
- Quoi? l'Éternité is een Franse documentaire die inmiddels op dvd is verschenen. Hij werd gemaakt in 2004 ter gelegenheid van de 150-jarige verjaardag van de geboorte van Rimbaud. zie externe links voor website
- Arhur Rimbaud liberté libre en Athar zijn twee Rimbaud-documentaires van Jean-Philippe Perrot. zie externe links voor website

## Musea

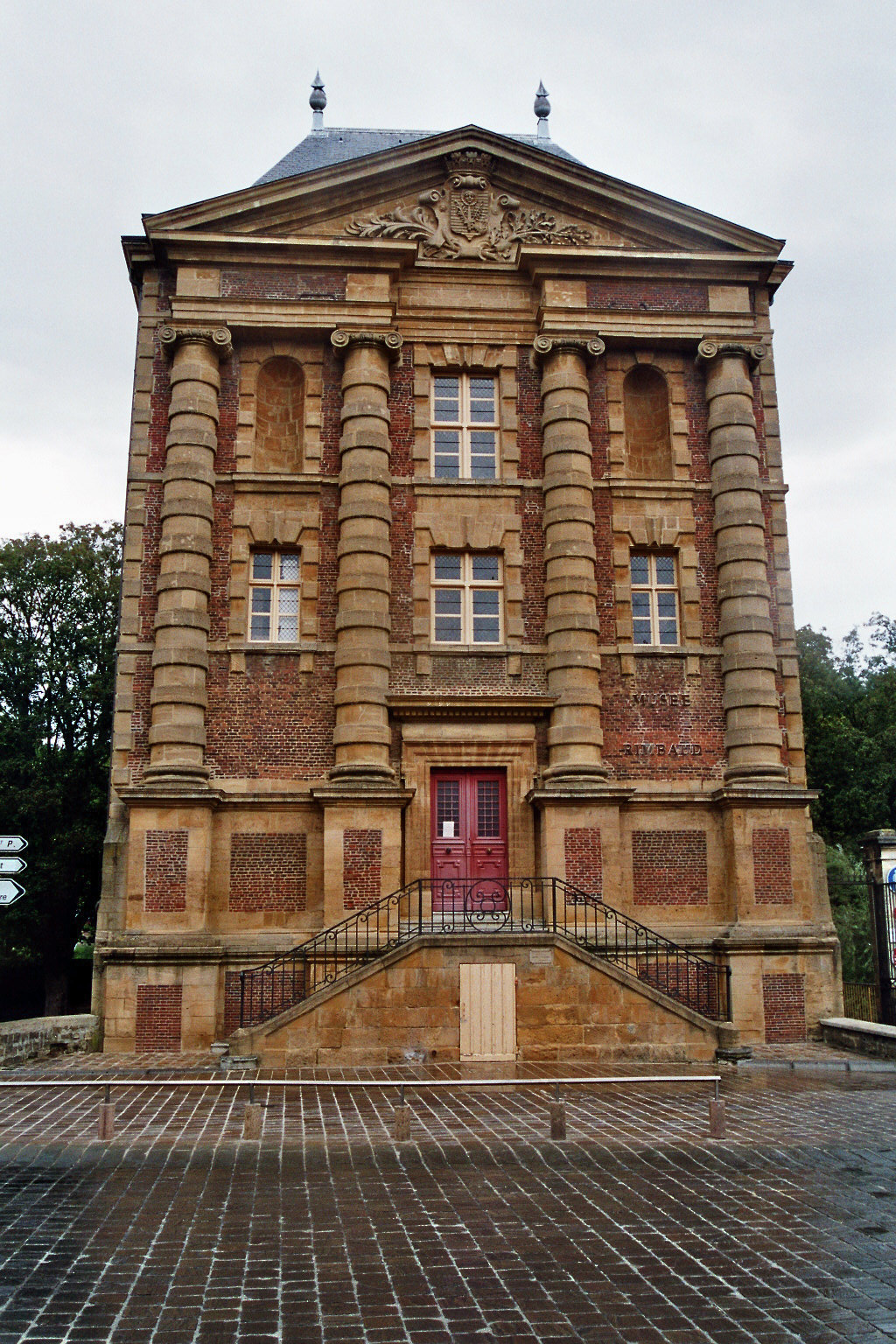
Het Rimbaud Museum

In zijn geboorteplaats Charleville-Mézières is het Musée Arthur Rimbaud gevestigd in de Vieux Moulin (oude watermolen). Hier zijn onder andere de originele reiskoffer van Rimbaud en reproducties van manuscripten te zien. Op 20 oktober 2004, de 150e verjaardag van de geboorte van Rimbaud werd in Charleville het Maison des Ailleurs geopend. In het voormalig ouderlijk huis van Rimbaud werd elke kamer ingericht naar de steden die Rimbaud bezocht en waar hij soms geruime tijd verbleef. In de stad is een Rimbaud-wandeling te volgen die o.a. langs Rimbauds standbeeld, zijn geboortehuis, het Rimbaud-museum en zijn graf voert.

## Route Rimbaud-Verlaine
In de Franse Ardennen is een bewegwijzerde autoroute-Rimbaud-Verlaine van zo'n 150 km uitgezet. Ze voert langs Rimbauds geboorteplaats Charleville-Mézières, het gehucht Roche (waar Rimbaud aan Une saison en enfer gewerkt zou hebben en zijn moeder een boerderij bezat), Réthel (waar Verlaine lesgaf), Juniville (absintcafé) en Coulommes (waar Verlaine woonde). Zie externe links

## Standbeelden
Op de Place du Père-Teilhard-de-Chardin in Parijs bevindt zich een sculptuur van Jean-Robert Ipoustéguy genaamd Rimbaud - l'homme aux semelles devant. In Rimbauds geboortestad zijn meerdere standbeelden te vinden. Het oudste bevindt zich bij het station. Verder is er een groot beeld van de dichter geplaatst voor de school die nu zijn naam draagt.

## Externe links

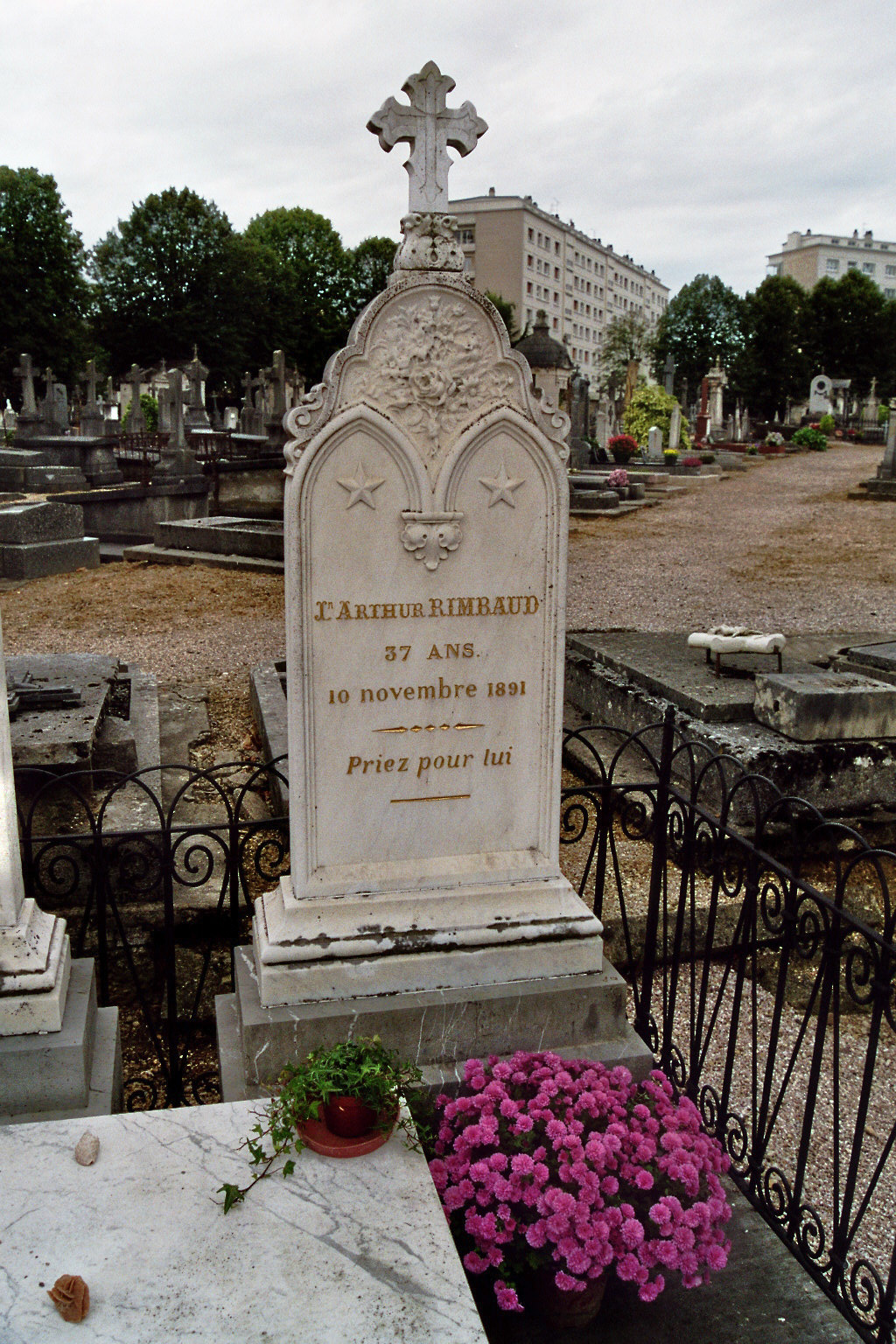
Het graf van Jean Nicolas Arthur Rimbaud, 37 jaar

## Filmfragmenten
- ARTE korte reportage in het Duits over de kamer die Rimbaud en Verlaine in Londen, Camden, bewoonden in 1873.

- Bibsys: 90052170
- Biblioteca Nacional de Chile: 000035034
- Biblioteca Nacional de España: XX940856
- Bibliothèque nationale de France: cb119219976 (data)
- Catàleg d'autoritats de noms i títols de Catalunya: 981058514011106706
- CiNii: DA01392143
- Digitale Bibliotheek voor de Nederlandse Letteren: rimb001
- Gemeinsame Normdatei: 118601032
- International Standard Name Identifier: 0000 0001 2119 2660
- Library of Congress Control Number: n79054799
- Nationale Bibliotheek van Letland: 000040960
- MusicBrainz: 1f1b51eb-ebc8-49d9-b52c-d7d6e1ab53c6
- Bibliotheek van het Japanse parlement: 00454242
- Nationale Bibliotheek van Tsjechië: jn19990007039
- Nationale bibliotheek van Australië: 35760713
- Nationale Bibliotheek van Israël: 987007267186705171
- Nationale Bibliotheek van Polen: a0000001154504
- Nationale en Universitaire bibliotheek Zagreb: 000009356
- Nederlandse Thesaurus van Auteursnamen: 068960956
- PIC: 13505
- Réseau des bibliothèques de Suisse occidentale: 02-A003747292
- RKD-Nederlands Instituut voor Kunstgeschiedenis: 356690
- Istituto Centrale per il Catalogo Unico: CFIV030859
- LIBRIS: 207180
- SNAC: w6hd7w58
- Système universitaire de documentation: 027100669
- Trove: 1075143
- Union List of Artist Names: 500284350
- Virtual International Authority File: 7396281
- WorldCat: E39PBJhmHwBBGmmhrhWhbmJxDq